# Šváb obecný
Šváb obecný (Blatta orientalis) je druh hmyzu z čeledi švábovitých, který je řazen mezi škůdce. Na území Česka je to nepůvodní druh, byl sem zavlečen a ve volné přírodě se v podstatě nevyskytuje. Původním místem výskytu bylo pravděpodobně Černomoří, Krym a jižní Kavkaz, možná také jižní Asie.
Dorůstá velikosti okolo 21 až 28 mm a má tmavě hnědé zbarvení. Šváb obecný preferuje teplá a tmavá místa s vyšší vzdušnou vlhkostí, např. ve sklepích, skladech, potravinářských provozech nebo přímo v kanalizaci. Jedná se o všežravce, který se živí různými zbytky rostlinného i živočišného původu, často i v pokročilém stupni rozkladu. Závažnější než přímé škody na potravinách je však role švábů při šíření chorob, jako je úplavice, salmonelóza nebo patogenní kmeny bakterie Escherichia coli. Šváb obecný vykazuje pohlavní dimorfismus – zatímco samci mají dobře vyvinutá křídla, samice mají jen zakrnělé pahýly. Ani samci však nejsou schopni aktivního letu. Samice klade vajíčka v pěnovité ootéce, obsahující 10-16 vajíček. Během života, který může trvat až 9 měsíců, naklade švábí samice asi 8 ooték. Inkubační doba trvá v závislosti na okolní teplotě 44-80 dnů, poté se z ootéky vylíhnou drobné, bezkřídlé nymfy, které rostou a dospívají poměrně pomalu, při běžné pokojové teplotě trvá vývojový cyklus od vajíčka k dospělci 12-18 měsíců, při vyšších teplotách kolem 30°C se zkracuje na 6 měsíců.